# 綱島恵里香
綱島 恵里香（つなしま えりか、1990年5月7日 - ）は、日本のタレント、女優である。東京都出身。サンズエンタテインメント、ベリーベリープロダクション（2019年5月まで）を経てフリー。

## 経歴
- 高校生の時、知人の紹介で読者モデルとなり、その後グラビアアイドル等として活躍[5]。
- 第1回「グラビアJAPAN」（2009年）ノミネート[6]。
- スポーツ新聞6紙合同ユニット「スクープ!?」2期生（2011年6月 - 2013年3月）（デイリースポーツPR担当）[7][8]。ロンドンオリンピック民放ラジオ統一企画番組テーマ曲「この日のために」をリリース（2012年7月25日よりiTunes Store、レコチョクその他で配信。同8月8日、CDが全国発売）[9]。
- 2011年以降は映画・舞台・ドラマなど、女優活動に力を入れている。主演を務めたショートフィルム『マリッジブルーの空』（2012年）[10] が、第3回伊勢崎映画祭（2013年2月23日）において上毛新聞社賞[11]を、第1回八王子Short Film映画祭（2013年12月8日）において準グランプリ[12]を受賞した。
- 講談社「ミスiD」10月3日、セミファイナリスト進出[13]。

## 人物
趣味はピアノ、サイクリング、映画鑑賞、ダンス、カメラ。特技はバドミントン。

## 出演

### テレビドラマ
- サギ師 リリ子（2009年、テレビ東京）
- 熱海の捜査官 第2話・第3話（2010年8月6日・13日、テレビ朝日）
- 月曜ゴールデン「信濃のコロンボ〜死者の木霊〜」（2013年10月7日、TBS）
- 玉川区役所 OF THE DEAD 第3話（2014年10月17日、テレビ東京）
- 東京撫子〜Episode14　片想い〜（2015年7月5日、テレビ東京） - アキナ 役
- オンナミチ 第3話（2015年8月18日、NHK BSプレミアム） - 田中美和 役
- 私という名の変奏曲（2015年10月2日、フジテレビ）
- よろず屋ジョニー 第2話（2015年11月27日、フジテレビTWO） - ゆい 役
- マネーの天使〜あなたのお金、取り戻します!〜 第6話（2016年2月11日、読売テレビ）
- 月曜ゴールデン「銭の捜査官 西カネ子」（2016年2月15日、TBS）
- GAKUYA ～開場は開演の30分前です～ 第4話（2016年12月11日、フジテレビTWO） - 伊呂波 役
- 相棒 season15 第13話「声なき者〜籠城」（2017年2月1日、テレビ朝日）
- 最上の命医2017（2017年8月23日、テレビ東京）
- ラブホの上野さん Season2 第3話（2017年10月25日、フジテレビ） - 綱島麗奈 役 ※フジテレビオンデマンドでも配信
- 日本ボロ宿紀行 第4話（2019年2月15日、テレビ東京） - 新沼エリ 役
- 東京独身男子 第1話（2019年4月13日、テレビ朝日）
- 聖域 警視庁強行犯係・樋口顕（2019年9月2日、テレビ東京）- 婦人警官 役

### ウェブドラマ
- カメラを止めるな! スピンオフ ハリウッド大作戦!（2019年3月2日、AbemaTV） - エミリー 役
- つばめ刑事（2019年、ひかりTV）

### 情報・バラエティ
- 全力坂（2010年2月24日、3月4日、テレビ朝日）
- ゴッドタン（2011年3月2日、テレビ東京）
- ビキスポ! #21〜#24、#29〜#32（2011年、MONDO TV）
- SmaSTATION!!（2011年6月25日、テレビ朝日）
- 10分BOX（2012年1月20日、フジテレビ）
- 情報満喫バラエティ 週末にしたい10のこと!（2012年、日本テレビ）
- ウドちゃんカナちゃん お悩み相談本舗（2012年10月13日、TOKYO MX）
- コージー冨田のものパチJPN!!（2013年4月4日・11日、テレビ神奈川）
- 通販ライフ ネギリ屋（2014年2月11日、TBS）
- 南まりかのTOCHI TAMA!（2014年10月17日・24日、とちぎテレビ）
- 恋する八王子彼女ーハチカノー（2014年12月、J:COM 八王子）
- ヒーデル公爵（2014年12月29日、フジテレビ）
- 痛快TV スカッとジャパン（フジテレビ）

第56回（2016年5月23日）「上から目線のセレブママ」 - 幼稚園の先生（くさばゆきこ）役
第69回（2016年10月17日）「図々しいファミリー」
第100回（2017年8月7日）「スカッとばあちゃん」 - 佐々木美奈 役
- NHKスペシャル MEGAQUAKE 南海トラフ巨大地震 迫りくる“Ｘデー”に備えろ（2018年9月1日、NHK） - ドラマパートに出演
- 池上彰のニッポン先取り～今知っておきたい重大ニュース～（2019年5月12日、テレビ東京）
- 本当にあった!スルーできない既読バナシ（2019年7月15日・22日、テレビ東京） - 再現VTRに出演
- ハレモノ女カルテ（2020年5月9日、テレビ朝日） - 再現VTRに出演
- かまいガチ（2023年10月18日、テレビ朝日）

### 映画・ショートフィルム
- 僕たちは世界を変えることができない。（2011年9月23日公開）
- マリッジブルーの空[14]（2012年）
- サラリーマンかるた〜サラリーマンの『つ』[15]『く』[16]『じ』[17]〜（2013年）
- 眠りの先[18]（2014年）
- 願い（2014年）[19][20]
- 夏桜[21]（2015年）
- 第九条（2016年、宮本正樹監督）[22][23]
- リバースダイアリー（2016年。2018年5月26日劇場公開）
- U-31（2016年8月27日公開）
- いもガール[24][25]（2017年）
- チャットレディのキセキ（2018年8月18日公開。同年5月5日に秋葉原映画祭にて先行上映）
- 君がまた走り出すとき（2018年。2019年劇場公開）
- 愛のくだらない（2021年8月27日公開）
- さよなら グッド・バイ（2021年。2022年劇場公開）
- 10分館のオルゴール
- 迷い家（2022年11月3日公開）
- 女家族（2023年9月23日公開）
- ゆりに首ったけ（2023年11月11日公開）
- エイジ オブ エターナル（2023年11月17日公開）

### web
- DARTSLIVE[26][27]（2015年・2016年）
- Torte（トルテ）[28]（2017年）
- ｄカード GOLD「温泉旅行」篇[29]（2018年）
- T-fal[30]（2018年）
- ルックJTB[31]（2018年）
- 国家公務員Career Guide SPECIAL MOVIE「KASUMI」[32][33]（2018年）
- ローソン ロピック紹介ムービー【夕方時短編】[34]（2019年）
- トレンド超予測（2020年 - 、グノシー公式YouTubeチャンネル）

### インターネット番組
- ツナエリのカミカミでごめーんね（2012年 -、ニコジョッキー） - MC。「ふっちーの自分が1番。」「さおでーす」はゲスト。
- 亜里沙と一部お見苦しい点が御座います #13 （2013年8月9日、ニコジョッキー）

### ラジオ番組
- 志村けんのFIRST STAGE〜はじめの一歩〜（2012年5月12日、FM熊本ほか）
- Yakult presents 小さな小さな物語（2013年9月1日、TOKYO FM）

### CM
- 大王製紙「エリス ウルトラガード 極吸」（2013年）
- プロ野球!シーズンオフもBS1（2015年、NHK-BS1、NHK）
- ケンタッキーフライドチキン「気になるぷりぷり」篇（2016年）
- 江崎グリコ「クイーン・デー」[35][36]（2016年）
- キッコーマン「わが家は焼肉屋さん」[37]（2017年）
- コクヨ「テープのりドットライナー編」[38]（2017年）
- 湖山医療福祉グループ(2)[39]（2018年）

### PV
- どぶろっく「わかったことがある」（2013年）

### アニメ
- HUNTER×HUNTER 第32話「ドッキリ×ナ×ショウリ」（2012年5月20日、日本テレビ） - 女性客B 役（声優）

### 舞台
- エアースタジオ『君死にたまふことなかれ』（2012年3月28日 - 4月1日、AQUA studio） - 石川早苗 役（ダブルキャスト、A班）
- 褐色鳥猫団『ピテカントロプス・エレクトス』（2012年5月8日 - 20日、ART THEATER かもめ座） - 川田瑠未 役
- 『かたつむり第壱部…「宵待草ノ章」』（2012年7月20日・22日・24日・26日・28日、笹塚ファクトリー） - 大河内千代子 役
- 天才劇団バカバッカVol.12『ザ・ランド・オブ・レインボウズ』（2013年12月11日 - 15日、六行会ホール） - 磯辺きなこ 役
- 劇団空感エンジンプロデュース『Juliet ジュリエット』（2014年1月29日 - 2月3日、両国・Air studio） - 湯川里奈 役（トリプルキャスト、B班。※1月30日は出演なし）
- 東京女子演劇部 vol.1『聖澤女学院物語ラストディーバ』（2014年4月3日 - 6日、六行会ホール） - 小西深雪 役 (ダブルキャスト、サクラ科）
- 劇団空感エンジンプロデュース『東京ZOOM』（2014年4月23日 - 28日、両国・Air studio） - 千里 役（トリプルキャスト、A班。※25日は出演なし）
- DIVOpresents(有)マッチポンプ調査室2nd青春ライブ『曖春サークル〜甲柳編〜』（2014年6月12日 - 15日、東演パラータ） - ツナシマエリカ 役
- stage kitプロデュース『下町戦隊ボッタラーズ〜鉄板より熱い、恋したい〜』（2014年11月12日 - 17日、両国・Air studio） - 神谷希 役（トリプルキャスト、B班。※13日は出演なし）
- (有)マッチポンプ調査室番外公演『箱庭ブレイク』（2015年3月14日 - 17日、バーガリガリ） - 真奈 役
- 『御手洗さん』（2015年4月22日 - 26日、シアター711） - 鶴賀竹一二三 役、リッチ 役ほか
- 劇メシ episode.02『あさきゆめみし 恋は化学!?』（2016年8月21日 - 27日、※26日は休演日、アロハアミーゴ原宿） - 朝井さくら 役
- ぐりむの法則『ソウサイノチチル』（2017年4月26日 - 5月3日、新宿村LIVE） - 田中 役
- 唐橋充×宮下貴浩『百年の虎独 2017』（2017年9月1日 - 10日、下北沢・Geki地下Liberty）（ダブルキャスト、【虎】。※2日、5日は出演なし） - ナース 役
- 朝劇 西新宿『恋の遠心力』（2017年10月7日、GLASS DANCE新宿店）（ゲスト出演）
- えのもとぐりむ傑作選 vol.2『月の兎』（2017年10月17日 - 22日、中野・劇場MOMO） - 佐藤アイ 役
- 倉山創作活動隊『君が好きだ』（2022年2月9日 - 20日、下北沢・スターダスト） - 安子 役（ダブルキャスト、Aチーム。※10日は出演なし）

### 雑誌
- モトモト（2013年3月号、造形社）
- らぶはち Vol.15（2014年、八王子商工会議所）
- warp MAGAZINE JAPAN 6月号（2015年4月24日発売、トランスワールドジャパン）
- ボート倶楽部（2017年8月号、舵社）
- ガールズバイカー（2020年12月号（10月30日発売）、造形社）

## リリース作品

### DVD
- Angel Kiss（2010年、トリコ）
- 妄想シアター＊綱島恵里香編 超体感♥ファンタジア（2011年、晋遊舎）
- 僕たちは世界を変えることができない。（2012年、キングレコード）

### CD
- この日のために（2012年、BounDEE by SSNW）- SCOOP!?の一員として